# Biwak Napoleona I na polu bitwy pod Wagram w nocy z 5 na 6 lipca 1809 roku

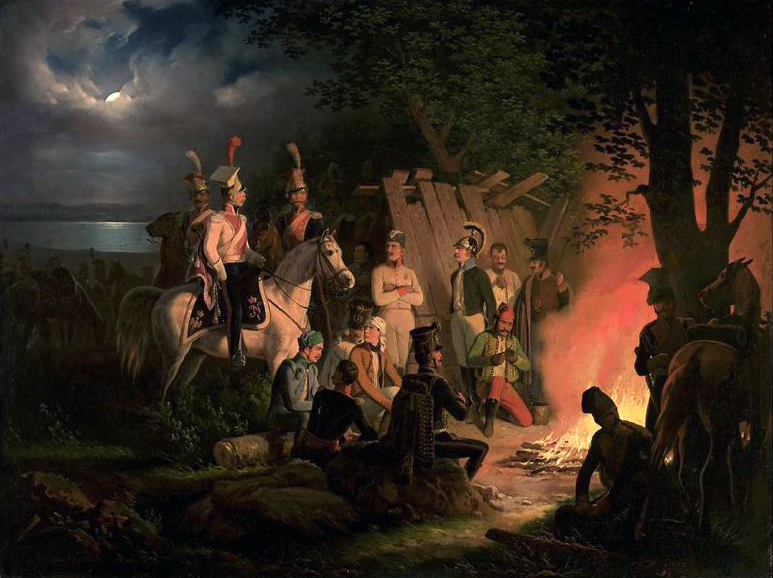
January Suchodolski, Biwak ułanów polskich pod Wagram (1859)

Biwak Napoleona I na polu bitwy pod Wagram w nocy z 5 na 6 lipca 1809 roku (fr. Bivouac de Napoléon Ier sur le champ de bataille de Wagram, nuit du 5 au 6 juillet 1809) – obraz olejny namalowany przez francuskiego malarza i litografa Adolphe’a Roehna w 1809 lub 1810 roku, znajdujący się w zbiorach pałacu w Wersalu.
Tematycznie nawiązuje do niego obraz Biwak ułanów polskich pod Wagram (1859), autorstwa polskiego malarza i żołnierza Januarego Suchodolskiego, znajdujący się w zbiorach Muzeum Narodowego w Warszawie.

## Opis
Dwudniowa bitwa pod Wagram stoczona w lipcu 1809 roku pomiędzy wojskami francuskimi i austriackimi była jedną z największych bitew w kampaniach napoleońskich. Starcie rozpoczęło się po tym, jak cesarz Francuzów Napoleon przekroczył Dunaj i 5 lipca zaatakował armię austriacką dowodzoną przez arcyksięcia Karola Ludwika Habsburga. Napoleon pierwszego dnia bitwy przeprowadził serię ataków na armię austriacką, które początkowo przyniosły sukces, lecz Austriacy odzyskali przewagę i francuskie ataki zakończyły się niepowodzeniem. Gdy walki całkowicie ucichły około godziny 23:00, obaj dowódcy przebywali w swoich kwaterach, wiedząc, że następny dzień będzie decydujący dla wyniku bitwy. W międzyczasie, gdy zapadła wyjątkowo zimna noc, żołnierze obu armii rozpalili ogniska, aby się rozgrzać, odpoczywając i spożywając skromne racje żywnościowe. Dezydery Chłapowski⁣, który walczył pod Wagram, wspominał (pisownia oryginalna): 

Przed samym wieczorem marszałek Davoust postąpił z prawem skrzydłem aż naprzeciw lewego austriackiego i tam zaraz atak rozpoczął. Cesarz, widząc teraz całą armię arcyksięcia przed sobą, rozesłał oficerów do wszystkich korpusów, ażeby stanęły w miejscu i jeść sobie gotowały. Na kilkunastu bębnach, po trzy jeden na drugim, rozciągnięto namiot cesarski, pod którym cesarz się położył, a my wszyscy w około pod gołym niebem...

Inspiracją dla Adolphe’a Roehna do namalowania tego obrazu był gwasz francuskiego malarza i rysownika Benjamina Zixa, który był świadkiem bitwy pod Wagram. Centralną postacią biwaku francuskiej armii jest drzemiący na krześle cesarz Napoleon, z lewą nogą spoczywającą na stole z rozłożonymi mapami. Po prawej widoczni są oficerowie, którzy w blasku ognia, wpatrują się w Napoleona. Po lewej na bliższym planie znajduje się grupa odpoczywających żołnierzy (jeden z nich ma turban na głowie), natomiast za nimi kolejna grupa żołnierzy, która oczekuje na rozkazy.